# Joel Cohen
Joel Cohen (* 23. August 1963) ist ein US-amerikanischer Drehbuchautor.

## Leben
Cohen machte an der State University of New York seinen Master-Abschluss in Englisch. Er begann seine Karriere 1983 mit dem gemeinsam mit Phyllis Camesano und Carl DeSantis verfassten Drehbuch für die Filmkomödie Hot Money mit Orson Welles. 1983 und 1984 war er zudem auch kurzzeitig als Schauspieler tätig und war in kleinen Rollen in Das Geheimnis von Centreville und Silver City zu sehen. 1987 war er als Autor an vier Folgen der Howard Stern Show beteiligt. Ab 1995 arbeitete er mit Drehbuchautor Alec Sokolow zusammen, bis 2008 entstanden zehn gemeinsame Filme; darunter Money Talks – Geld stinkt nicht und Garfield – Der Film. Cohen ist sowohl als Autor von Originaldrehbüchern tätig, als auch in der Drehbuchadaption, zum Beispiel bei der Neuverfilmung von Im Dutzend billiger. Seinen bislang größten Erfolg feierte er 1996, als er für den The Walt Disney Company--Animationsfilm Toy Story in der Kategorie Bestes Originaldrehbuch für den Oscar nominiert war. Weiterhin war das Drehbuch für den Saturn Award und den Hugo Award nominiert. Allein den Annie Award konnte Cohen für sein unter anderem mit Sokolow verfasstes Drehbuch gewinnen.

## Filmografie (Auswahl)
- 1983: Hot Money
- 1987: Sister, Sister (Sister, Sister)
- 1988: Faule Tricks und fromme Sprüche (Pass the Ammo)
- 1995: Toy Story
- 1997: Money Talks – Geld stinkt nicht (Money Talks)
- 1998: Goodbye Lover
- 2003: Im Dutzend billiger
- 2004: Garfield – Der Film (Garfield: The Movie)
- 2006: Garfield 2 (Garfield: A Tail of Two Kitties)
- 2007: Der Kindergarten Daddy 2: Das Feriencamp (Daddy Day Camp)
- 2007: Evan Allmächtig (Evan Almighty)

## Auszeichnungen
- 1996: Oscar-Nominierung in der Kategorie Bestes Originaldrehbuch für Toy Story
- 1996: Saturn-Award-Nominierung in der Kategorie Best Writing Toy Story
- 1996: Annie Award in der Kategorie Best Individual Achievement: Writing für Toy Story
- 1996: Hugo-Award-Nominierung in der Kategorie Best Dramatic Presentation für Toy Story